# Scott Hunter
Scott John Hunter es un personaje ficticio de la serie de televisión australiana Home and Away, interpretado por el actor Kip Gamblin del 23 de enero del 2003 al 25 de noviembre del 2005. 

## Biografía
El hijo mayor de la familia Hunter. Scott respeta la relación que comienza su madre con Rhys Sutherland, sin embargo esta termina cuando Rhys engañó y abandonó a Beth para estar con su exesposa Shelley. 
Scott comenzó una relación con Dani Sutherland, con quien se comprometió y se mudó, pero la relación termina cuando Dani le dice que él no es lo que ella quiere. 
Scott es muy buen amigo de Noah Lawson y Alex Poulos. 
Scott era socio del barco Blaxland y manejaba cruceros con Alf Stewart y Kane Phillips. Después de la muerte de Noah, Scott comienza a salir con Hayley Smith pero la relación termina cuando Hayley queda embarazada y ambos creen que el hijo que espera es de Kim Hyde. 
Después del rompimiento comienza una relación con Amanda Vale, pero esta termina cuando descubre las mentiras de Amanda. Finalmente Scott regresa con el amor de su vida, Hayley y poco después del nacimiento del pequeño Noah, descubren que Scott es el padre biológico del bebé. 
Scott y Hayley se comprometieron y deciden mudarse a París y en el 2007 se casaron. Ese mismo año su madre, Beth decide ir a visitarlos, pero desafortunadamente a su regreso a Summer Bay tiene un accidente y muere.